# Османие (вилает)
Османие (на турски: Osmaniye) е вилает в Южна Турция. Административен център на вилаета е едноименния град Османие.
Вилает Османие е с население от 497 907 жители (оценка от 2006 г.) и обща площ от 3767 кв. км. Разделен е на 7 общини.

## Население
Численост на населението според преброяванията през годините:
| Година | Численост |
| 1990   | 384 104   |
| 2000   | 458 782   |
| 2011   | 483 639   |